# Football Club Monthey 2022-2023
Questa voce raccoglie le informazioni riguardanti il Football Club Monthey nelle competizioni ufficiali della stagione 2022-2023.

## Stagione
Nella stagione 2022-2023 il Monthey, allenato da Cédric Strahm, concluse il campionato di Prima Lega al 2º posto e perse la finale play-off contro il Lugano II.

## Rosa
| N. |                       | Ruolo | Calciatore               |
| -- | --------------------- | ----- | ------------------------ |
| 1  | Italia (bandiera)     | P     | Steve Saffioti           |
| 4  | Portogallo (bandiera) | D     | Rúben Neves              |
| 5  | Turchia (bandiera)    | D     | Burak Kutlu              |
| 6  | Italia (bandiera)     | C     | Stefane Rauti            |
| 7  | Portogallo (bandiera) | C     | Jorge Oliveira           |
| 8  | Svizzera (bandiera)   | D     | Kevin Seabra             |
| 9  | Svizzera (bandiera)   | A     | Kevin Derivaz            |
| 10 | Portogallo (bandiera) | D     | Jonathan Lima            |
| 11 | Svizzera (bandiera)   | D     | Kévin Bakashala          |
| 12 | Svizzera (bandiera)   | A     | Clement Martenet         |
| 14 | Svizzera (bandiera)   | C     | Bradley Pereira Monteiro |
| 15 | Svizzera (bandiera)   | D     | Bryan Roux               |
| 16 | Serbia (bandiera)     | C     | Besart Tafaj             |
| 17 | Ghana (bandiera)      | C     | Kingsford Aboagye        |

| N. |                          | Ruolo | Calciatore                |
| -- | ------------------------ | ----- | ------------------------- |
| 18 | Svizzera (bandiera)      | A     | Ambrosio da Costa         |
| 19 | Svizzera (bandiera)      | A     | Ben Käser                 |
| 20 | Svizzera (bandiera)      | D     | Jérémy Vogel              |
| 21 | Guinea-Bissau (bandiera) | C     | Martinho Ambrosio         |
| 22 | Francia (bandiera)       | D     | Anthony Cruz Mermy        |
| 23 | Svizzera (bandiera)      | P     | Daniel da Silva Magalhaes |
| 27 | Svizzera (bandiera)      | A     | Romain Derivaz            |
| 30 | Svizzera (bandiera)      | D     | Antoine Tissières         |
|    | Italia (bandiera)        | P     | Matteo Fanelli            |
|    | Portogallo (bandiera)    | P     | Davide Pinto Dos Santos   |
|    | Svizzera (bandiera)      | D     | Leni Strahm               |
|    | Portogallo (bandiera)    | C     | Denis Alves               |
|    | Francia (bandiera)       | A     | Adrien Curdy              |
|    | Svizzera (bandiera)      | A     | Baptiste Dubosson         |

## Organigramma societario
Area tecnica
- Allenatore: Cédric Strahm
- Allenatore in seconda: Pascal Wiese
- Preparatore dei portieri:
- Preparatori atletici:

## Calciomercato

### Sessione estiva
| Acquisti | Acquisti | Acquisti | Acquisti |
| R.       | Nome     | da       | Modalità |
| -------- | -------- | -------- | -------- |

| Cessioni | Cessioni            | Cessioni             | Cessioni |
| R.       | Nome                | a                    | Modalità |
| -------- | ------------------- | -------------------- | -------- |
| A        | Ailton Barbosa      | Aigle II             |          |
| D        | Loïc Sauthier       | Bex                  |          |
| C        | André Gomes         | Portalban/Gletterens |          |
| C        | Carlos Oliveira     | Martigny             |          |
| A        | Thibault Constantin | Sion II              |          |

### Sessione invernale
| Acquisti | Acquisti          | Acquisti     | Acquisti |
| R.       | Nome              | da           | Modalità |
| -------- | ----------------- | ------------ | -------- |
| A        | Ambrosio da Costa | Vevey United |          |

| Cessioni | Cessioni         | Cessioni | Cessioni |
| R.       | Nome             | a        | Modalità |
| -------- | ---------------- | -------- | -------- |
| A        | Stevan Jovanovic | Chippis  |          |

## Risultati

### Prima Lega 2022-2023

#### andata
| Morges 7 agosto 2022, ore 16:00 CEST 1ª giornata          | La Sarraz-Eclépens | 0 – 2 referto           | Monthey | Terrain de La Sarraz - En Gravey (160 spett.) |
| \| \| \| \| \| \| Marcatori \| 11’ Derivaz 78’ Derivaz \| |                    |                         |         |                                               |
|                                                           |                    |                         |         |                                               |
|                                                           | Marcatori          | 11’ Derivaz 78’ Derivaz |         |                                               |

| Monthey 13 agosto 2022, ore 17:00 CEST 2ª giornata                          | Monthey   | 3 – 2 referto       | Grand-Saconnex | Stade Philippe-Pottier (300 spett.) |
| \| \| \| \| \| Derivaz 56’, 85’, 87’ \| Marcatori \| 9’ Soares 90’ Russo \| |           |                     |                |                                     |
|                                                                             |           |                     |                |                                     |
| Derivaz 56’, 85’, 87’                                                       | Marcatori | 9’ Soares 90’ Russo |                |                                     |

| Losanna 20 agosto 2022, ore 17:00 CEST 3ª giornata                             | Concordia Losanna | 2 – 2 referto          | Monthey | Centre sportif de la Tuilière (160 spett.) |
| \| \| \| \| \| Saunier 45’ Niang 65’ \| Marcatori \| 29’ Ambrosio 67’ Vogel \| |                   |                        |         |                                            |
|                                                                                |                   |                        |         |                                            |
| Saunier 45’ Niang 65’                                                          | Marcatori         | 29’ Ambrosio 67’ Vogel |         |                                            |

| Vevey 27 agosto 2022, ore 17:30 CEST 4ª giornata                                 | Vevey United | 2 – 3 referto                | Monthey | Stade de Copet (560 spett.) |
| \| \| \| \| \| Hajij 13’ Cid 87’ \| Marcatori \| 19’, 80’ Derivaz 63’ Derivaz \| |              |                              |         |                             |
|                                                                                  |              |                              |         |                             |
| Hajij 13’ Cid 87’                                                                | Marcatori    | 19’, 80’ Derivaz 63’ Derivaz |         |                             |

| Monthey 3 settembre 2022, ore 17:00 CEST 5ª giornata           | Monthey   | 1 – 1 referto | Coffrane | Stade Philippe-Pottier (110 spett.) |
| \| \| \| \| \| Lima 83’ (rig.) \| Marcatori \| 53’ Briancon \| |           |               |          |                                     |
|                                                                |           |               |          |                                     |
| Lima 83’ (rig.)                                                | Marcatori | 53’ Briancon  |          |                                     |

| Meyrin 10 settembre 2022, ore 17:00 CEST 6ª giornata | Meyrin    | 0 – 1 referto | Monthey | Stade des Arbères |
| \| \| \| \| \| \| Marcatori \| 90’ Ambrosio \|       |           |               |         |                   |
|                                                      |           |               |         |                   |
|                                                      | Marcatori | 90’ Ambrosio  |         |                   |

| Arbitro: | Prskalo |

|                        |           |  |
| Käser 71’ Ambrosio 90’ | Marcatori |  |

| Vernier 25 settembre 2022, ore 16:00 CEST 8ª giornata                                | Servette U-21 | 2 – 2 referto                 | Monthey | Centre Sportif Bois-des-Frères (505 spett.) |
| \| \| \| \| \| Weber 49’ Chaïbi 53’ \| Marcatori \| 57’ Ambrosio 63’ (rig.) Rauti \| |               |                               |         |                                             |
|                                                                                      |               |                               |         |                                             |
| Weber 49’ Chaïbi 53’                                                                 | Marcatori     | 57’ Ambrosio 63’ (rig.) Rauti |         |                                             |

| Monthey 1º ottobre 2022, ore 17:00 CEST 9ª giornata                      | Monthey   | 2 – 1 referto | Echallens | Stade Philippe-Pottier |
| \| \| \| \| \| Mermy 37’ Rauti 45’ (rig.) \| Marcatori \| 3’ Chavanne \| |           |               |           |                        |
|                                                                          |           |               |           |                        |
| Mermy 37’ Rauti 45’ (rig.)                                               | Marcatori | 3’ Chavanne   |           |                        |

| Delley-Portalban 8 ottobre 2022, ore 17:30 CEST 10ª giornata                       | Portalban/Gletterens | 3 – 1 referto | Monthey | Centre Sportif Les Grèves (227 spett.) |
| \| \| \| \| \| Villommet 54’ Diarra 71’ (rig.), 83’ \| Marcatori \| 32’ Derivaz \| |                      |               |         |                                        |
|                                                                                    |                      |               |         |                                        |
| Villommet 54’ Diarra 71’ (rig.), 83’                                               | Marcatori            | 32’ Derivaz   |         |                                        |

| Monthey 14 ottobre 2022, ore 20:00 CEST 11ª giornata | Monthey   | 1 – 0 referto | Martigny | Stade Philippe-Pottier |
| \| \| \| \| \| Rauti 89’ (rig.) \| Marcatori \| \|   |           |               |          |                        |
|                                                      |           |               |          |                        |
| Rauti 89’ (rig.)                                     | Marcatori |               |          |                        |

| La Chaux-de-Fonds 29 ottobre 2022, ore 16:30 CEST 12ª giornata                   | La Chaux-de-Fonds | 3 – 1 referto | Monthey | Stadio di la Charrière |
| \| \| \| \| \| Vacco 2’ (rig.) Kasaï 31’ Endrion 45’ \| Marcatori \| 51’ Lima \| |                   |               |         |                        |
|                                                                                  |                   |               |         |                        |
| Vacco 2’ (rig.) Kasaï 31’ Endrion 45’                                            | Marcatori         | 51’ Lima      |         |                        |

| Monthey 5 novembre 2022, ore 17:00 CET 13ª giornata                                                       | Monthey   | 3 – 3 referto                     | Chênois | Stade Philippe-Pottier |
| \| \| \| \| \| Ambrosio 16’ Derivaz 17’ Oliveira 22’ \| Marcatori \| 14’ Messin 65’ Munishi 76’ Khelil \| |           |                                   |         |                        |
| |           |                                   |         |                        |
| Ambrosio 16’ Derivaz 17’ Oliveira 22’                                                                     | Marcatori | 14’ Messin 65’ Munishi 76’ Khelil |         |                        |

| Coppet 12 novembre 2022, ore 17:00 CET 14ª giornata   | Terre Sainte | 0 – 2 referto       | Monthey | Centre Sportif des Rojalets |
| \| \| \| \| \| \| Marcatori \| 4’ Lima 73’ Derivaz \| |              |                     |         |                             |
|                                                       |              |                     |         |                             |
|                                                       | Marcatori    | 4’ Lima 73’ Derivaz |         |                             |

| Monthey 20 novembre 2022, ore 14:00 CET 15ª giornata              | Monthey   | 2 – 1 referto | Sion II | Stade Philippe-Pottier |
| \| \| \| \| \| Lima 39’ Oliveira 79’ \| Marcatori \| 34’ Aymon \| |           |               |         |                        |
|                                                                   |           |               |         |                        |
| Lima 39’ Oliveira 79’                                             | Marcatori | 34’ Aymon     |         |                        |

#### ritorno
| Monthey 27 novembre 2022, ore 14:00 CET 16ª giornata                                     | Monthey   | 0 – 5 referto                                          | La Sarraz-Eclépens | Stade Philippe-Pottier |
| \| \| \| \| \| \| Marcatori \| 30’, 65’, 88’ Benkreira 32’ Dupuis 90’ (rig.) Suljicic \| |           |                                                        |                    |                        |
|                                                                                          |           |                                                        |                    |                        |
|                                                                                          | Marcatori | 30’, 65’, 88’ Benkreira 32’ Dupuis 90’ (rig.) Suljicic |                    |                        |

| Le Grand-Saconnex 25 febbraio 2023, ore 15:30 CET 17ª giornata                        | Grand-Saconnex | 1 – 4 referto                               | Monthey | Stade du Blanché |
| \| \| \| \| \| Ali 90’ \| Marcatori \| 6’, 45’ Ambrosio 22’ (rig.) Rauti 59’ Costa \| |                |                                             |         |                  |
|                                                                                       |                |                                             |         |                  |
| Ali 90’                                                                               | Marcatori      | 6’, 45’ Ambrosio 22’ (rig.) Rauti 59’ Costa |         |                  |

| Monthey 4 marzo 2023, ore 16:00 CET 18ª giornata                                   | Monthey   | 3 – 1 referto | Concordia Losanna | Stade Philippe-Pottier |
| \| \| \| \| \| Lima 23’ Derivaz 90’ (rig.) Aboagye 90’ \| Marcatori \| 3’ Niang \| |           |               |                   |                        |
|                                                                                    |           |               |                   |                        |
| Lima 23’ Derivaz 90’ (rig.) Aboagye 90’                                            | Marcatori | 3’ Niang      |                   |                        |

| Monthey 11 marzo 2023, ore 16:00 CET 19ª giornata                                     | Monthey   | 4 – 1 referto | Vevey United | Stade Philippe-Pottier |
| \| \| \| \| \| Oliveira 10’ Derivaz 45’, 73’, 90’ (rig.) \| Marcatori \| 50’ Zouma \| |           |               |              |                        |
|                                                                                       |           |               |              |                        |
| Oliveira 10’ Derivaz 45’, 73’, 90’ (rig.)                                             | Marcatori | 50’ Zouma     |              |                        |

| Coffrane 18 marzo 2023, ore 15:00 CET 20ª giornata                    | Coffrane  | 3 – 1 referto | Monthey | BEG Stadium |
| \| \| \| \| \| Briancon 52’, 65’, 73’ \| Marcatori \| 11’ Oliveira \| |           |               |         |             |
|                                                                       |           |               |         |             |
| Briancon 52’, 65’, 73’                                                | Marcatori | 11’ Oliveira  |         |             |

| Monthey 29 marzo 2023, ore 20:15 CEST 21ª giornata       | Monthey   | 0 – 2 referto          | Meyrin | Stade Philippe-Pottier |
| \| \| \| \| \| \| Marcatori \| 26’ Chentouf 43’ Iyeti \| |           |                        |        |                        |
|                                                          |           |                        |        |                        |
|                                                          | Marcatori | 26’ Chentouf 43’ Iyeti |        |                        |

| Naters 1º aprile 2023, ore 17:00 CEST 22ª giornata                                   | Naters    | 3 – 2 referto  | Monthey | Sportanlage Stapfen |
| \| \| \| \| \| Nsiala 16’, 37’ Chihadeh 26’ (rig.) \| Marcatori \| 62’, 65’ Costa \| |           |                |         |                     |
|                                                                                      |           |                |         |                     |
| Nsiala 16’, 37’ Chihadeh 26’ (rig.)                                                  | Marcatori | 62’, 65’ Costa |         |                     |

| Monthey 8 aprile 2023, ore 17:00 CEST 23ª giornata                                  | Monthey   | 1 – 3 referto                    | Servette U-21 | Stade Philippe-Pottier |
| \| \| \| \| \| Costa 54’ (rig.) \| Marcatori \| 13’, 25’ Weber 69’ (rig.) Chaïbi \| |           |                                  |               |                        |
|                                                                                     |           |                                  |               |                        |
| Costa 54’ (rig.)                                                                    | Marcatori | 13’, 25’ Weber 69’ (rig.) Chaïbi |               |                        |

| Echallens 15 aprile 2023, ore 17:00 CEST 24ª giornata           | Echallens | 0 – 2 referto                 | Monthey | Stade des Trois Sapins |
| \| \| \| \| \| \| Marcatori \| 34’ Monteiro 47’ (aut.) Ahmin \| |           |                               |         |                        |
|                                                                 |           |                               |         |                        |
|                                                                 | Marcatori | 34’ Monteiro 47’ (aut.) Ahmin |         |                        |

| Monthey 22 aprile 2023, ore 17:00 CEST 25ª giornata                       | Monthey   | 2 – 1 referto | Portalban/Gletterens | Stade Philippe-Pottier |
| \| \| \| \| \| Tissières 71’ Oliveira 90’ \| Marcatori \| 64’ Tshiboko \| |           |               |                      |                        |
|                                                                           |           |               |                      |                        |
| Tissières 71’ Oliveira 90’                                                | Marcatori | 64’ Tshiboko  |                      |                        |

| Martigny 29 aprile 2023, ore 17:30 CEST 26ª giornata                                           | Martigny  | 2 – 4 referto                        | Monthey | Stade d'Octodure |
| \| \| \| \| \| Coumaré 18’ Sissoko 49’ \| Marcatori \| 7’, 15’ Costa 51’ Käser 85’ Oliveira \| |           |                                      |         |                  |
|                                                                                                |           |                                      |         |                  |
| Coumaré 18’ Sissoko 49’                                                                        | Marcatori | 7’, 15’ Costa 51’ Käser 85’ Oliveira |         |                  |

| 6 maggio 2023, ore 17:00 CEST 27ª giornata | Monthey | 2 – 4 | La Chaux-de-Fonds |  |

| 13 maggio 2023, ore 17:30 CEST 28ª giornata | Chênois | 3 – 4 | Monthey |  |

| 20 maggio 2023, ore 16:00 CEST 29ª giornata | Monthey | 4 – 1 | Terre Sainte |  |

| 27 maggio 2023, ore 16:00 CEST 30ª giornata | Sion II | 5 – 0 | Monthey |  |

#### Play-off
| Soletta 31 maggio 2023, ore 20:00 CEST Semifinale - andata                | Soletta   | 3 – 1 referto | Monthey | Stadion Solothurn (1 080 spett.) |
| \| \| \| \| \| Mast 49’, 88’ Domoraud 67’ \| Marcatori \| 75’ Ambrosio \| |           |               |         |                                  |
|                                                                           |           |               |         |                                  |
| Mast 49’, 88’ Domoraud 67’                                                | Marcatori | 75’ Ambrosio  |         |                                  |

| Monthey 3 giugno 2023, ore 17:30 CEST Semifinale - ritorno                  | Monthey   | 2 – 2 referto         | Soletta | Stade Philippe-Pottier |
| \| \| \| \| \| Tafaj 29’ Costa 57’ \| Marcatori \| 33’ Mathys 50’ Kelvin \| |           |                       |         |                        |
|                                                                             |           |                       |         |                        |
| Tafaj 29’ Costa 57’                                                         | Marcatori | 33’ Mathys 50’ Kelvin |         |                        |

## Statistiche

### Statistiche di squadra
| Competizione | Punti | In casa | In casa | In casa | In casa | In casa | In casa | In trasferta | In trasferta | In trasferta | In trasferta | In trasferta | In trasferta | Totale | Totale | Totale | Totale | Totale | Totale | DR |
| Competizione | Punti | G       | V       | N       | P       | Gf      | Gs      | G            | V            | N            | P            | Gf           | Gs           | G      | V      | N      | P      | Gf     | Gs     | DR |
| ------------ | ----- | ------- | ------- | ------- | ------- | ------- | ------- | ------------ | ------------ | ------------ | ------------ | ------------ | ------------ | ------ | ------ | ------ | ------ | ------ | ------ | -- |
| Prima Lega   | 55    | 15      | 9       | 2       | 4       | 30      | 26      | 15           | 8            | 2            | 5            | 31           | 29           | 30     | 17     | 4      | 9      | 61     | 55     | +6 |
| Play-off     | -     | 1       | 0       | 1       | 0       | 2       | 2       | 1            | 0            | 0            | 1            | 1            | 3            | 2      | 0      | 1      | 1      | 3      | 5      | -2 |
| Totale       | 55    | 16      | 9       | 3       | 4       | 32      | 28      | 16           | 8            | 2            | 6            | 32           | 32           | 32     | 17     | 5      | 10     | 64     | 60     | +4 |

### Andamento in campionato
| Giornata  | 1 | 2 | 3 | 4 | 5 | 6 | 7 | 8 | 9 | 10 | 11 | 12 | 13 | 14 | 15 | 16 | 17 | 18 | 19 | 20 | 21 | 22 | 23 | 24 | 25 | 26 | 27 | 28 | 29 | 30 |
| --------- | - | - | - | - | - | - | - | - | - | -- | -- | -- | -- | -- | -- | -- | -- | -- | -- | -- | -- | -- | -- | -- | -- | -- | -- | -- | -- | -- |
| Luogo     | T | C | T | T | C | T | C | T | C | T  | C  | T  | C  | T  | C  | C  | T  | C  | C  | T  | C  | T  | C  | T  | C  | T  | C  | T  | C  | T  |
| Risultato | V | V | N | V | N | V | V | N | V | P  | V  | P  | N  | V  | V  | P  | V  | V  | V  | P  | P  | P  | P  | V  | V  | V  | P  | V  | V  | P  |
| Posizione | 3 | 4 | 4 | 3 | 4 | 3 | 2 | 2 | 2 | 2  | 2  | 2  | 2  | 2  | 2  | 2  | 2  | 2  | 2  | 2  | 2  | 2  | 3  | 3  | 2  | 2  | 2  | 2  | 2  | 2  |

Legenda:

Luogo: C = Casa; T = Trasferta. Risultato: V = Vittoria; N = Pareggio; P = Sconfitta.